# 觀成 (瓜爾佳氏)
觀成（1792年—？年），字葦杭，一字葦航，蘇完瓜尔佳氏，浙江乍浦駐防正白旗滿洲人。清朝官員、畫家、詩人。

## 生平
父親查郎阿年老時，異母兄已早卒無嗣，兄嫂勸查郎阿續弦，查郎阿繼娶邵氏，生觀成。觀成出生僅七個月時，父查郎阿亡故，由邵氏與兄嫂王依氏撫養，邵氏年少守寡，家務多由王依氏操持。
觀成二十歲為郡庠生，嘉慶二十三年（1818年），二十七歲，中式戊寅恩科浙江鄉試第八十二名舉人。大挑一等，授知縣。
道光十五年（1835年），授四川重慶府南川縣知縣。二十年（1840年）去任，有德政，地方志評價其「清廉愛民，頌聲載道」。南川縣人為觀成立生祠，因關、瓜音近，生祠稱為「小關廟」。
後歷任四川璧山縣、福建長樂縣知縣。

## 著作
- 《瓜亭雜錄》
- 《語花館詩集》
- 《語華軒集》[2]

## 家庭及關聯
- 父：查郎阿（？年－？年），號節齋，杭州駐防右營領催。
- 生母：邵氏，查郎阿繼妻。

有一異母兄：
- 圖斡恰納（1764年－1788年），候補內閣中書，早卒無嗣；娶妻王依氏（1767年－1820年），滿洲人，乍浦駐防，旌表節孝。[3][4]

有三子：
- 麟瑞（？年－1861年），官乍浦筆帖式印務章京，太平軍破城巷戰陣亡追贈副都統、雲騎尉。
- 鳳瑞（？年－？年），嗣兄長圖斡恰納。[3]隨李鴻章轉戰江南各地，戰功保舉至副都統，卒贈將軍。[7]
- 雲瑞（？年－1861年），太平軍破城巷戰陣亡。

孫：
- 柏梁（1847年－1907年），麟瑞之子，由杭州駐防領催官至乍浦副都統。[7]
- 文梁（？年－？年），鳳瑞之子，因母患病，剖心救母而亡。[9]
- 金梁（1878年－1962年），鳳瑞之子，光緒三十年進士，翰林，官至奉天新民府知府、民國總管內務府大臣、滿洲國奉天國立博物館館長。